# Calcomania d'aigua
Les calcomanies de transferència d'aigua, anomenades també calcomanies d'aigua o calcomanies lliscants són calcomanies en les que l'adhesió a una superfície (paper, tela, ceràmica, etc.) es realitza mitjançant l'aplicació d'aigua. Generalment s'imprimeixen cap a dalt. En submergir-se la fulla de la calcomania, la capa de dextrosa que conté s'enlaira, fet que possibilita la transferència del disseny. A vegades s'agrega a la fulla una capa d'adhesiu a base d'aigua per crear un vincle més fort. L'aplicació de capes de laca o vernís acrílic resulta en una transferència més duradora.
Les calcomanies de transferència d'aigua són més primes que les adhesius de vinil i, al poder-se imprimir, resulten en un elevat nivell de detall; per tant, són populars en certes àrees d'artesania tals com la confecció de maquetes i modelisme.
Fins fa poc, els dissenys de les calcomanies s'imprimien professionalment, però amb la comercialització de fulles en blancs per impressores d'injecció i impressores làser, els aficionats i els petits negocis poden produir les seves pròpies calcomanies personalitzades. Anteriorment a l'aparició de les impressores, les calcomanies es podien elaborar artesanalment amb puntes de paper engomat com a base i adhesiu, i amb diverses aplicacions de laca per cabell, formant una capa protectora transparent. La imatge es tenia que dibuixar i pintar amb cura a mà.